# Associazione Calcio Torino 1937-1938
Questa voce raccoglie le informazioni riguardanti l'Associazione Calcio Torino nelle competizioni ufficiali della stagione 1937-1938.

## Rosa
| N. |                   | Ruolo | Calciatore           |
| -- | ----------------- | ----- | -------------------- |
|    | Italia (bandiera) | C     | Federico Allasio     |
|    | Italia (bandiera) | C     | Fioravante Baldi III |
|    | Italia (bandiera) | A     | Mario Bo             |
|    | Italia (bandiera) | D     | Luigi Brunella       |
|    | Italia (bandiera) | C     | Pietro Buscaglia     |
|    | Italia (bandiera) | D     | Livio Bussi          |
|    | Italia (bandiera) | C     | Aldo Cadario         |
|    | Italia (bandiera) | P     | Bruno Cassetti       |
|    | Italia (bandiera) | C     | Sergio Citterio      |
|    | Italia (bandiera) | C     | Gaspare Cozzi        |
|    | Italia (bandiera) | A     | Walter D'Odorico     |
|    | Italia (bandiera) | C     | Giacinto Ellena      |

| N. |                   | Ruolo | Calciatore        |
| -- | ----------------- | ----- | ----------------- |
|    | Italia (bandiera) | A     | Luigi Ferrero     |
|    | Italia (bandiera) | D     | Osvaldo Ferrini   |
|    | Italia (bandiera) | C     | Cesare Gallea     |
|    | Italia (bandiera) | A     | Remo Galli II     |
|    | Italia (bandiera) | P     | Giuseppe Maina    |
|    | Italia (bandiera) | C     | Bruno Neri        |
|    | Italia (bandiera) | A     | Coriolano Palumbo |
|    | Italia (bandiera) | A     | Giulio Pellegrino |
|    | Italia (bandiera) | A     | Gino Rossetti II  |
|    | Italia (bandiera) | C     | Michele Ruella    |
|    | Italia (bandiera) | A     | Raf Vallone       |

## Risultati

### Serie A

#### Girone di andata
| Bari 12 settembre 1937, ore 15:30 UTC+1 1ª giornata | Bari             | 0 – 0 | Torino | Stadio della Vittoria\| Arbitro: \| Mazzarini (Roma) \| |
| Arbitro:                                            | Mazzarini (Roma) |       |        |                                                         |

| Arbitro: | Ciamberlini (Genova) |

|                               |           |                    |
| Allasio 9’ Bo 41’ Palumbo 81’ | Marcatori | 38’, 43’ Romagnoli |

| Arbitro: | Dattilo (Roma) |

|  |           |               |
|  | Marcatori | 15’ Buscaglia |

| Arbitro: | Mazzarini (Roma) |

|               |           |             |
| Baldi III 74’ | Marcatori | 10’ Gabetto |

| Arbitro: | Dattilo (Roma) |

|                            |           |             |
| Figliola 81’ Fasanelli 87’ | Marcatori | 30’ Allasio |

| Arbitro: | Gnocchini (Como) |

|               |           |  |
| Baldi III 61’ | Marcatori |  |

| Arbitro: | Ceccherini (Bologna) |

|                                              |           |  |
| Allasio 69’ (rig.) Palumbo 77’ Buscaglia 87’ | Marcatori |  |

| Arbitro: | Ciamberlini (Genova) |

|                           |           |                 |
| Michelini 4’ Borsetti 43’ | Marcatori | 72’ Rossetti II |

| Arbitro: | Dattilo (Roma) |

|                              |           |               |
| Palumbo 50’, 70’ Ferrero 59’ | Marcatori | 56’ Reguzzoni |

| Arbitro: | Scotto (Savona) |

|               |           |             |
| Arcari IV 20’ | Marcatori | 15’ Allasio |

| Arbitro: | Scorzoni (Bologna) |

|                    |           |  |
| Baldi III 26’, 39’ | Marcatori |  |

| Arbitro: | Moretti (Genova) |

|                                                     |           |  |
| Marchini 1’, 22’ Busani 8’ Piola 12’, 76’ Costa 66’ | Marcatori |  |

| Arbitro: | Scorzoni (Bologna) |

|            |           |  |
| Meazza 21’ | Marcatori |  |

| Arbitro: | Galeati (Bologna) |

|                    |           |                |
| Palumbo 15’ Bo 46’ | Marcatori | 17’ Fornasaris |

| Arbitro: | Dattilo (Roma) |

|           |           |            |
| Gerbi 24’ | Marcatori | 76’ Gallea |

#### Girone di ritorno
| Arbitro: | Mastellari (Bologna) |

|                      |           |                                      |
| Baldi III 23’ Bo 86’ | Marcatori | 6’ Mancini 53’ Grossi 71’, 80’ Cason |

| Arbitro: | Scorzoni (Bologna) |

|                            |           |                    |
| Rosellini 20’ Andreoli 71’ | Marcatori | 23’ Palumbo 65’ Bo |

| Torino 30 gennaio 1938, ore 14:30 UTC+1 18ª giornata | Torino            | 0 – 0 | Milano | Stadio Filadelfia\| Arbitro: \| Galeati (Bologna) \| |
| Arbitro:                                             | Galeati (Bologna) |       |        |                                                      |

| Arbitro: | Scorzoni (Bologna) |

|                                         |           |  |
| Borel II 48’ Tomasi 61’ De Filippis 85’ | Marcatori |  |

| Arbitro: | Mazzarini (Roma) |

|  |           |              |
|  | Marcatori | 11’ Barsanti |

| Arbitro: | Ciamberlini (Genova) |

|              |           |  |
| Colaussi 86’ | Marcatori |  |

| Arbitro: | Zelocchi (Modena) |

|  |           |                                        |
|  | Marcatori | 16’ Gallea 43’ Buscaglia 68’ Baldi III |

| Arbitro: | Leoni (Milano) |

|                                |           |               |
| Baldi III 12’, 79’ Ferrero 23’ | Marcatori | 66’ Michelini |

| Arbitro: | Soliani (Genova) |

|                           |           |  |
| Fedullo 39’ Reguzzoni 56’ | Marcatori |  |

| Arbitro: | Salvatori (Roma) |

|                                    |           |             |
| Buscaglia 10’, 82’, 74’ Gallea 12’ | Marcatori | 3’ Zidarich |

| Arbitro: | Pirovano (Monza) |

|           |           |                           |
| Conti 51’ | Marcatori | 26’ Vallone 44’ D'Odorico |

| Arbitro: | Mastellari (Bologna) |

|              |           |  |
| D'Odorico 1’ | Marcatori |  |

| Arbitro: | Scorzoni (Bologna) |

|               |           |             |
| Baldi III 82’ | Marcatori | 71’ Ferrari |

| Arbitro: | Soliani (Genova) |

|                          |           |               |
| Savio 26’ Fornasaris 35’ | Marcatori | 40’ Buscaglia |

| Torino 24 aprile 1938, ore 15:30 UTC+1 30ª giornata | Torino            | 0 – 0 | Napoli | Stadio Filadelfia\| Arbitro: \| Galeati (Bologna) \| |
| Arbitro:                                            | Galeati (Bologna) |       |        |                                                      |

### Coppa Italia
| Arbitro: | Mazzarini (Roma) |

|                              |           |                                                |
| Fusco 16’ Benassi 90’ (rig.) | Marcatori | 14’ Ferrero 23’, 25’ Rossetti II 65’ Buscaglia |

| Arbitro: | Dellarole (Roma) |

|  |           |                  |
|  | Marcatori | 104’ Rossetti II |

| Arbitro: | Mazzarini (Roma) |

|                           |           |                                                |
| Zuccotti 63’ Raffaini 84’ | Marcatori | 30’, 35’, 34’ Palumbo 51’, 65’ Citterio 76’ Bo |

| Arbitro: | Dattilo (Roma) |

|                          |           |                      |
| Boffi 63’ Gianesello 90’ | Marcatori | 10’ Baldi III 84’ Bo |

| Arbitro: | Galeati (Bologna) |

|                                          |           |                |
| D'Odorico 37’ Buscaglia 51’ Cadario 118’ | Marcatori | 58’, 69’ Boffi |

| Arbitro: | Mastellari (Bologna) |

|               |           |                                  |
| D'Odorico 35’ | Marcatori | 24’, 85’ Bellini 72’ De Filippis |

| Arbitro: | Mastellari (Bologna) |

|                  |           |               |
| Gabetto 28’, 38’ | Marcatori | 20’ Baldi III |

## Statistiche

### Statistiche di squadra
| Competizione | Punti | In casa | In casa | In casa | In casa | In casa | In casa | In trasferta | In trasferta | In trasferta | In trasferta | In trasferta | In trasferta | Totale | Totale | Totale | Totale | Totale | Totale | DR |
| Competizione | Punti | G       | V       | N       | P       | Gf      | Gs      | G            | V            | N            | P            | Gf           | Gs           | G      | V      | N      | P      | Gf     | Gs     | DR |
| ------------ | ----- | ------- | ------- | ------- | ------- | ------- | ------- | ------------ | ------------ | ------------ | ------------ | ------------ | ------------ | ------ | ------ | ------ | ------ | ------ | ------ | -- |
| Serie A      | 32    | 15      | 9       | 4       | 2       | 26      | 13      | 15           | 3            | 4            | 8            | 13           | 24           | 30     | 12     | 8      | 10     | 39     | 37     | +2 |
| Coppa Italia | -     | 2       | 1       | 0       | 1       | 4       | 5       | 5            | 3            | 1            | 1            | 14           | 8            | 7      | 4      | 1      | 2      | 18     | 13     | +5 |
| Totale       | -     | 17      | 10      | 4       | 3       | 30      | 18      | 20           | 6            | 5            | 9            | 27           | 32           | 37     | 16     | 9      | 12     | 57     | 50     | +7 |

### Statistiche dei giocatori
| Giocatore      | Serie A  | Serie A | Coppa Italia | Coppa Italia | Totale   | Totale |
| Giocatore      | Presenze | Reti    | Presenze     | Reti         | Presenze | Reti   |
| -------------- | -------- | ------- | ------------ | ------------ | -------- | ------ |
| F. Allasio     | 11       | 4       | 1            | 0            | 12       | 4      |
| F. Baldi III   | 25       | 9       | 5            | 2            | 30       | 11     |
| M. Bo          | 26       | 4       | 6            | 2            | 32       | 6      |
| L. Brunella    | 30       | 0       | 6            | 0            | 36       | 0      |
| P. Buscaglia   | 25       | 7       | 6            | 2            | 31       | 9      |
| L. Bussi       | 1        | 0       | 1            | 0            | 2        | 0      |
| A. Cadario     | 8        | 0       | 4            | 1            | 12       | 1      |
| B. Cassetti    | 18       | -25     | 2            | -4           | 20       | -29    |
| S. Citterio    | 3        | 0       | 2            | 2            | 5        | 2      |
| G. Cozzi       | 3        | 0       | 1            | 0            | 4        | 0      |
| W. D'Odorico   | 9        | 2       | 4            | 2            | 13       | 4      |
| G. Ellena      | 18       | 0       | 6            | 0            | 24       | 0      |
| L. Ferrero     | 17       | 2       | 2            | 1            | 19       | 3      |
| O. Ferrini     | 27       | 0       | 6            | 0            | 33       | 0      |
| C. Gallea      | 29       | 3       | 3            | 0            | 32       | 3      |
| R. Galli II    | 0        | 0       | 3            | 0            | 3        | 0      |
| G. Maina       | 12       | -12     | 5            | -9           | 17       | -21    |
| B. Neri        | 26       | 0       | 6            | 0            | 32       | 0      |
| C. Palumbo     | 26       | 6       | 2            | 3            | 28       | 9      |
| G. Pellegrino  | 1        | 0       | 1            | 0            | 2        | 0      |
| G. Rossetti II | 7        | 1       | 2            | 3            | 9        | 4      |
| M. Ruella      | 1        | 0       | 0            | 0            | 1        | 0      |
| R. Vallone     | 6        | 1       | 3            | 0            | 9        | 1      |